# Pascual Cucala
Pascual Cucala Mir (Alcalá de Chivert, 1816 - Port-Vendres, 31 de enero de 1892) fue un militar español, que militó en el bando carlista durante la tercera guerra carlista.

## Biografía
Nacido en Alcalá de Chivert, provincia de Castellón, e hijo de un labrador acomodado que también se dedicaba al negocio del ganado, dedicó toda su vida a trabajar en el campo, hasta que en 1872 le fue embargada una finca, formando a partir de ese momento una partida de cincuenta hombres, todos nativos de Alcalá, denominada de la manta con la que se lanzó al monte. 
Con el advenimiento de la I República la engrosó considerablemente y comenzó sus correrías por el Maestrazgo, territorio que conocía perfectamente. Destacó por su sagacidad para evitar encuentros directos con las fuerzas del Ejército y por la actividad guerrillera que llevó a cabo, destruyendo líneas de ferrocarril y telegráficas, interceptando correos y cobrando contribuciones en todos los pueblos de las numerosas provincias por las que extendió sus acciones.
Se repartió el dominio del Maestrazgo con Joaquín Santés, especialmente cuando al comienzo de la tercera guerra carlista faltaron tropas liberales que se le enfrentaran en Valencia, aunque también actuó en Cataluña cuando así le convino. Alcanzó el grado de brigadier dentro del ejército carlista. Fue sustituido al mando de su regimiento por el coronel Vicente de Vizcarro.
Ocupó Segorbe, Murviedro, Burriana, Villarreal, Onda, Almazora, Borriol y llegó a las mismas puertas de Castellón de la Plana. Se apoderó temporalmente de Tortosa, Játiva y Alcoy, y se distinguió en la acción de Oristá, donde evitó que cayeran prisioneros don Alfonso Carlos de Borbón y doña María de las Nieves de Braganza, su mujer. 
En el verano de 1873 pasó de nuevo al Maestrazgo, atravesando el puente del tren en Tortosa bajo una lluvia de balas, saqueó la provincia de Alicante y, con Santés tuvo en jaque, cerca de Játiva y con sólo 6000 hombres, al brigadier José Arrando Ballester, haciéndole muchos prisioneros. Con José Escudé Claramunt llegó a las puertas de Valencia y con Palacios casi consigue apoderarse de Liria. Asistió a la toma de Cuenca. Acosado por las fuerzas del brigadier Emilio Calleja en 1873, en Minglanilla, resultó herido de gravedad, pero una vez curado se hizo cargo de su partida de nuevo. En Minglanilla mereció el aplauso de su superior, Palacios, mientras que Santés fue cesado. Puede citarse como una de sus clásicas correrías la llevada a cabo el 20 de diciembre de 1874, cuando sale de Chelva, pasa por Játiva, Onteniente, Alcoy y Almansa, hostigando a todas estas poblaciones, y el 29 ha regresado ya a Chelva.
Alcanzado por la caballería liberal en los campos de Yecla, formó el cuadro con su gente y logró retirarse en el mayor orden, sin que las cargas le desbarataran la formación. Atacó Vinaroz, con Valdés, peleó en Monlleó, en junio de 1875, a las órdenes de Antonio Dorregaray y sólo cuando fueron vencidas las tropas carlistas del Centro y abundan en su partida las deserciones, decidió que había llegado el momento de no resistirse y se internó en Francia, donde residió hasta su muerte el 31 de enero de 1892 en Port-Vendres.
- Datos: Q3367740
- Multimedia: Pascual Cucala / Q3367740